# Torshälla landskommun
Torshälla landskommun var en tidigare kommun i Södermanlands län.

## Administrativ historik
Kommunen inrättades i Torshälla socken i Västerrekarne härad i Södermanland när 1862 års kommunalförordningar började gälla den 1 januari 1863.
Landskommunen upplöstes vid kommunreformen 1952 och en del övergick till Torshälla stad och en till Hällby landskommun vilka båda 1971 uppgick i Eskilstuna kommun.

## Politik

### Mandatfördelning i Torshälla landskommun 1938-1946
| 19 | 1 | 1 | 1 |

| 20 |

| 18 | 4 |

| 18 | 4 |

| 1 | 16 | 5 |

| 18 | 4 |